# Kroningsmaal

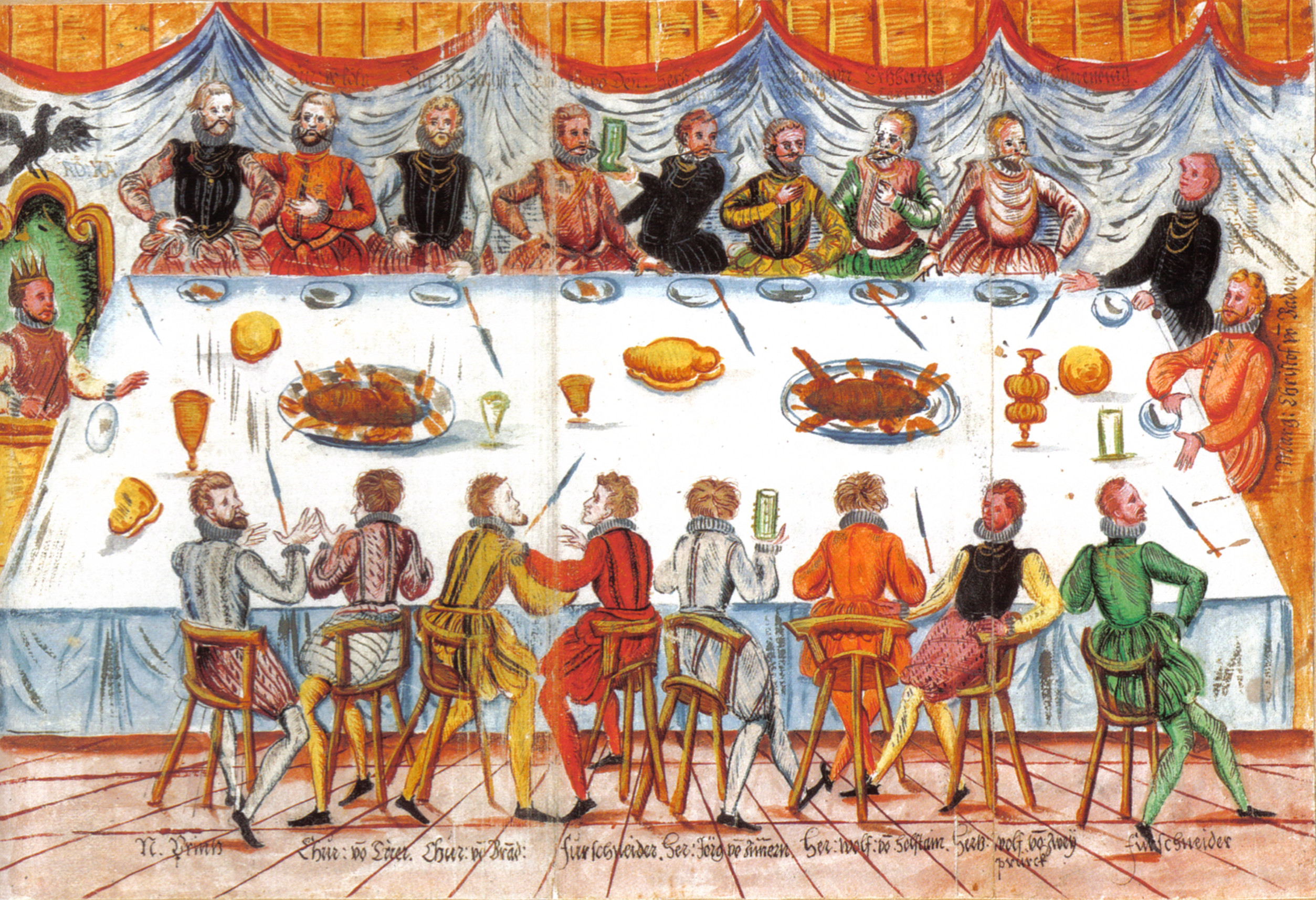
Kroningsmaal van keizer Ferdinand I in de Römer van Frankfurt am Main in 1558

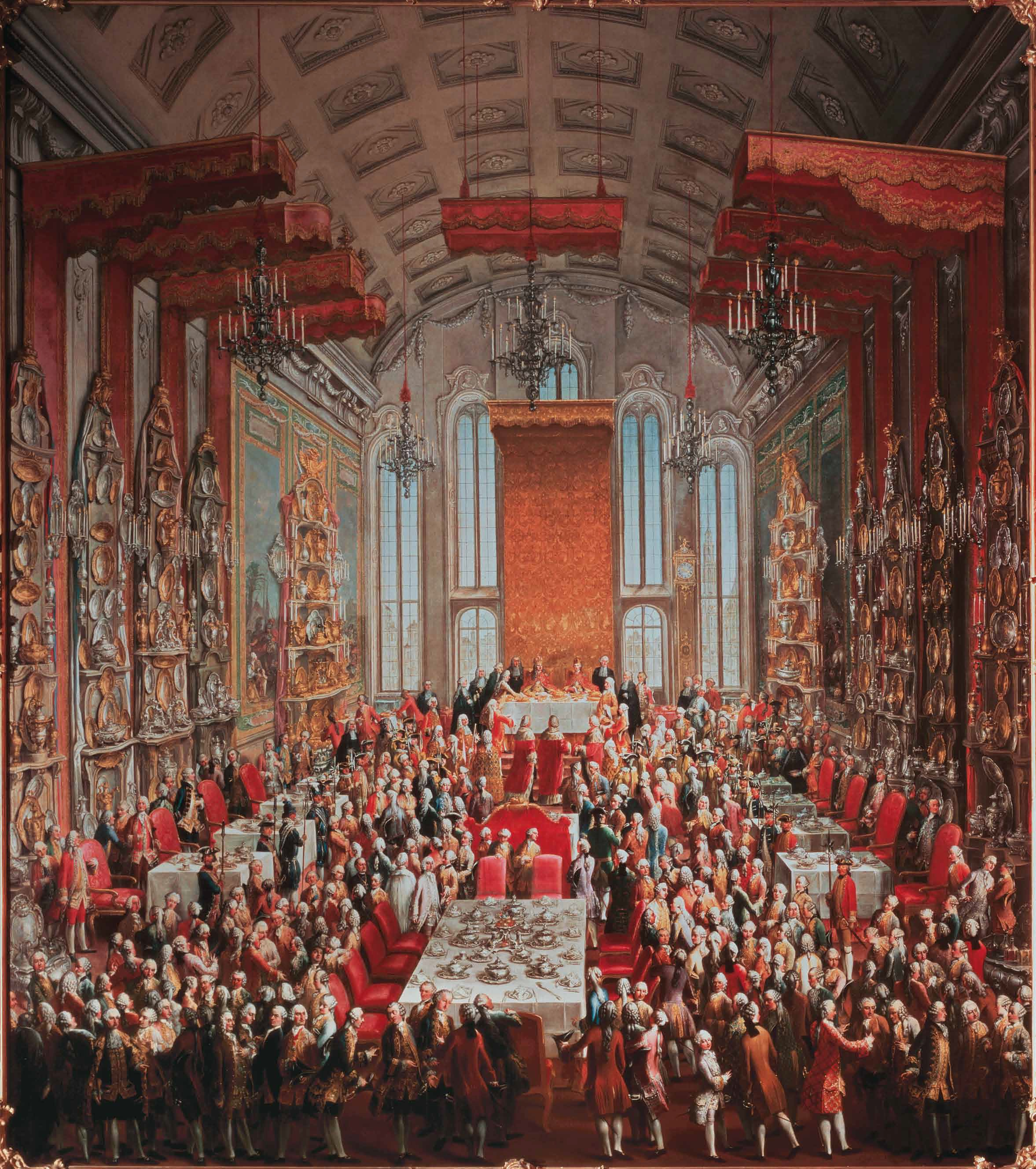
Kroningsmaal van keizer Jozef II in Frankfurt in 1764

Onder een kroningsmaal verstaat men de feestelijke maaltijd die plaatsvond na de kroning en troonzetting van de Rooms-Duitse keizer of koning. Het maal vormde het derde onderdeel van de kroningsceremonie. 
Toen de kroningen nog plaatsvonden in Aken, ging men na de kroning voor het diner naar de Aula Regia in de Karolingische Akense koningspalts, later naar de kroningszaal van het stadhuis van Aken, die werd gebouwd op de ruïnes van de palts.
Later vonden de kroningsmalen plaats in de Römer, het stadhuis van Frankfurt am Main.

## Oorsprong en geschiedenis
Het feestmaal na de kroning van Otto I de Grote zou aan het begin staan van de traditie van kroningsmalen, waarover ook Widukind van Corvey berichtte. Na de kroning begaf men zich naar de palts en nam men plaats aan een marmeren tafel. Deze historische tekst vormt eveneens het bewijs voor de uitoefening van aartsambten: de hertogen van de Duitse stammen fungeerden bij de openbare feesttafel als kamerheer, maarschalk, seneschalk (Duits: Truchsess) en schenker. Het toezicht had de hertog van Lotharingen Giselbert II van Maasgouw omdat Aken in zijn machtsgebied lag.

## Procedure
In 1356 vaardigde keizer Karel IV de Gouden Bul uit om onduidelijkheden bij de verkiezing van de Rooms-Duitse koning weg te nemen. Daarbij werden ook tal van bepalingen voor de ceremonie van het kroningsmaal en andere feestmalen geformuleerd.